# Polidoro do Amaral e Silva
Polidoro do Amaral e Silva Rio de Janeiro, ca. 1793 – Rio de Janeiro, 2 de março de 1873) foi um político brasileiro.

## Biografia
Filho de Joaquim Manuel da Silva e de Ana Inácia de Jesus.
Foi deputado à Assembleia Legislativa Provincial de Santa Catarina na 1ª legislatura (1835 — 1837), na 2ª legislatura (1838 — 1839), na 3ª legislatura (1840 — 1841), como suplente convocado, na 4ª legislatura (1842 — 1843), na 5ª legislatura (1844 — 1845), na 6ª legislatura (1846 — 1847), na 10ª legislatura (1854 — 1855), como suplente convocado, e na 11ª legislatura (1856 — 1857).